# Charlotte Moorman
Madeline Charlotte Morman Garside (18 de noviembre de 1933 - 8 de noviembre de 1991), más conocida como Charlotte Moorman, fue una violonchelista estadounidense y artista de fluxus y videoarte.

## Biografía
Nació en Little Rock, Arkansas. Estudió violonchelo desde los diez años de edad y ganó una beca para el Centenary College (Shreveport, Luisiana), donde se licenció en música en 1955. Recibió su MA de la Universidad de Texas en Austin y continuó sus estudios de postgrado en la Escuela Juilliard en 1957.
Comenzó su carrera en salas de conciertos tradicionales, pero pronto se vio interesada y participó activamente en el Arte Multimedia y el Arte Performance de la década de 1960. Se convirtió en una estrecha colaboradora del artista vanguardista de Corea Nam June Paik, con el que actuó internacionalmente. En 1963 se estableció el nuevo Avant York Garde Festival, que se celebró anualmente en diferentes lugares como el Parque Central y el ferry de Staten Island hasta 1980 (excepto para los años 1970, 1976 y 1979).
En 1967, alcanzó notoriedad por su interpretación de la Ópera de Paik Sextronique, una actuación semidesnuda que le costó su arresto bajo cargos de exposición indecente, aunque finalmente se le suspendió la sentencia. El incidente le dio la fama a nivel nacional como violonchelista del "topless". También actuó en la obra de Paik TV Bra for Living Sculpture (1969), con dos receptores de televisión en pequeña unida a sus pechos. Otra pieza memorable fue su interpretación de Sky Kiss, de Jim McWilliams, en muchos lugares del mundo, incluyendo Nueva York y Sídney, Australia.
Además de ser una gran estrella, era una eficaz portavoz del arte avanzado y una negociadora con encanto para lograr que las burocracias de Nueva York y otras ciudades importantes cooperasen y proporcionaran instalaciones para espectáculos polémicos y difíciles. Los años del Festival Avant Garde marcaron un período sin precedentes de entendimiento y buenas relaciones entre los artistas avanzados y las autoridades locales.
A finales de 1970 se le diagnosticó cáncer de mama. Fue sometida a una mastectomía y tratamiento posterior, para continuar realizando performances a lo largo de los años ochenta, a pesar del dolor y el deterioro de la salud. Murió en la ciudad de Nueva York el 8 de noviembre de 1991, a la edad de 57 años.
Charlotte Moorman estuvo involucrada en el movimiento Fluxus, de vanguardia y arte de performance, y fue amiga y socia de muchos artistas conocidos de finales del siglo XX, incluida la de Nam June Paik, Wolf Vostell, John Cage, Joseph Beuys, Joseph Byrd, Yōko Ono, Carolee Schneemann, Jim McWilliams y otros. En 1966, el artista Joseph Beuys creó en su honor la obra Infiltration Homogen für Cello.

## Literatura
- 24 Stunden. Beuys, Brock, Jährling, Klophaus, Moorman, Paik, Rahn, Schmit, Vostell. Hansen & Hansen, Itzehoe-Voßkate, 1965.
- Vostell. Die Weinende, Homage to Charlotte Moorman. Galerie Inge Baecker, Köln 1992.
- Fluxus y Di Maggio. Museo Vostell Malpartida, 1998, ISBN 84-7671-446-7.
- The World of Charlotte Moorman. Barbara Moore, Bound & Unbound, New York, 2000.
- 24 Stunden - in Fotografien von Bodo Niederprüm. Das Wunderhorn, 2016, ISBN 978-3-8842-3538-6.
- Topless Cellist: The Improbable Life of Charlotte Moorman. by Joan Rothfuss, MIT Press, 2017, ISBN 978-0-2625-3358-4.